# Burg Neuhaus (Wolfsburg)
Burg Neuhaus ist eine gut erhaltene, mittelalterliche Wasserburg im Wolfsburger Stadtteil Neuhaus und ist zusammen mit Schloss Fallersleben und Schloss Wolfsburg eines der bedeutendsten historischen Gebäude der Stadt. Die 1371 erstmals urkundlich erwähnte Burg war ab 1423 Rittersitz der Rothehofer Linie des Geschlechts derer von Bartensleben. Bis zur Mitte des 16. Jahrhunderts hatte sie eine militärische Funktion inne. Danach diente sie als herzoglich braunschweigisches Amtshaus und wurde zu einer landwirtschaftlichen Domäne. Seit dem 1. April 1981 gehört die Burg der Stadt Wolfsburg.

## Lage
Die Burg ist auf einem Felsmassiv aus Keupersandstein oberhalb der Allerniederung errichtet worden. Zur Wasserburg wurde sie durch die Anstauung des Hehlinger Bachs, der sie als Wassergraben umgab. Davon ist heute nur noch der Burgteich vorhanden.
Die Burg lag früher an einer günstigen Stelle, um vorbeiführende Handelsstraßen zu schützen. Dies waren die Strecken Lüneburg–Leipzig und Bremen–Magdeburg. Die Handelswege kreuzten hier das Aller-Urstromtal an einer relativ trockenen Stelle zwischen den Sumpfgebieten des Barnbruchs im Westen und des Drömlings im Osten.

## Bau

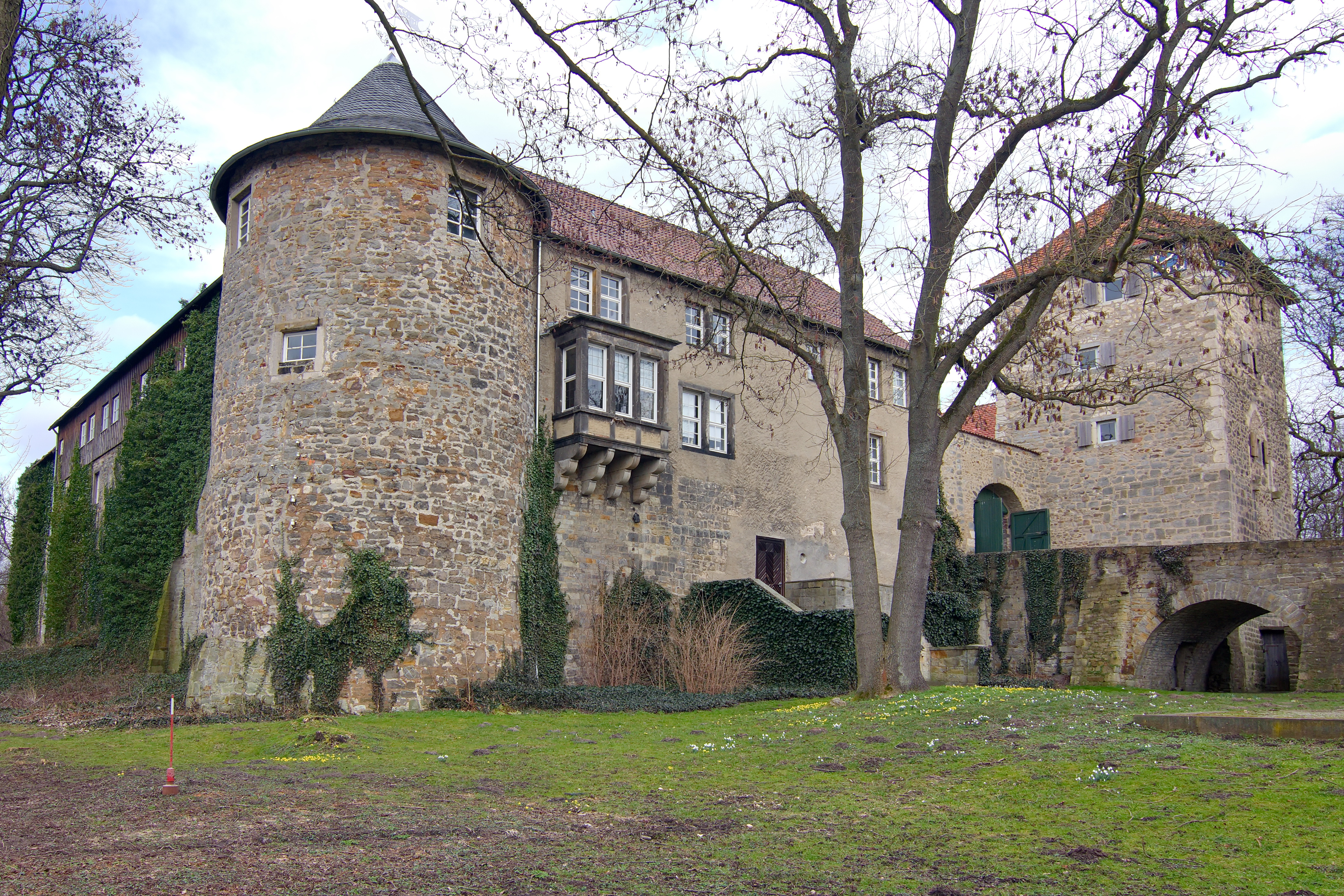
Eckturm und Bergfried neben dem Eingangstor

Burg Neuhaus war 1372 nach nur zweijähriger Bauzeit als Neues Haus fertiggestellt. Erbauer war der Braunschweiger Herzog Magnus der Jüngere mit Hilfe der Stadt Braunschweig. Sie sollte eine Gegenburg zur Wolfsburg und der (heute nicht mehr existenten) Befestigung Altes Haus in Vorsfelde sein (siehe dazu auch: Burgwall Vorsfelde), die beide dem Geschlecht derer von Bartensleben unterstanden. Anlass der Aufrüstungsmaßnahme des Herzogs war ein Treuebruch der von Bartensleben. Sie waren ihm, obwohl durch Lehen verbunden, abtrünnig geworden, indem sie einen Lehnsvertrag mit einem östlichen Landesherren eingingen.
Nach 1568 wurde die im Schmalkaldischen Krieg stark beschädigte Burg zum Amtshaus mit Wirtschaftsbetrieb umgebaut. An das Innere der Ringmauer wurden Wirtschaftsgebäude angefügt und der Rundturm wurde in den Verwaltungstrakt einbezogen. Der Bergfried wurde in die neu gegründete Brauerei integriert. Neben ihm wurde ein neuer, breiterer Zugang angelegt.
Burg Neuhaus ist eine der am besten erhaltenen mittelalterlichen Wasserburgen im norddeutschen Raum. Sie besitzt einen quadratischen Grundriss mit einem Innenhof von ca. 33 × 30 m Größe. Neben dem Tor befindet sich der 20 m hohe Bergfried von ca. 8 × 11 m Größe, dessen ursprüngliches, spitzbogiges Eingangstor heute zugemauert ist. In seinem Keller befand sich ein Brunnen, der erst vor 50 Jahren zugeschüttet wurde. Die Gebäude im Innenhof wurden im 20. Jahrhundert errichtet. Lediglich der Palas mit Rittersaal stammt noch von der originalen Burgbebauung, ist aber mit neueren Anbauten versehen. Im Südwesten der Ummauerung steht ein runder Eckturm. Die heute trockenen Wassergräben wurden durch den Hehlinger Bach gespeist. Zugänglich war die Anlage nur über eine Zugbrücke, die in der Neuzeit durch eine steinerne Brücke ersetzt wurde.
In der Merian-Beschreibung von 1654 heißt es zu Burg Neuhaus:
Dieses ist ein Fürstl. Braunschweigisch Ampthauß. Dieses Hauß ist uff einem Steinfelsen gar hoch uffgemauert und hat auff beyden Ecken starcke auffgemaurte Thürme.

## Geschichte

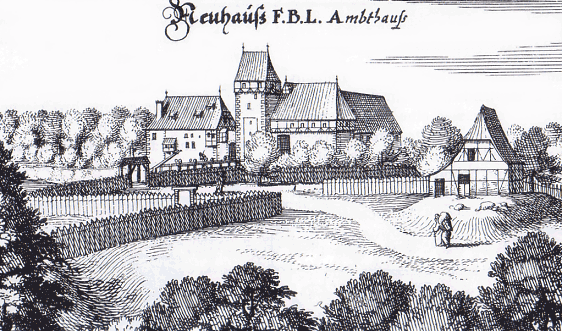
Merian-Kupferstich von Burg Neuhaus (1654)

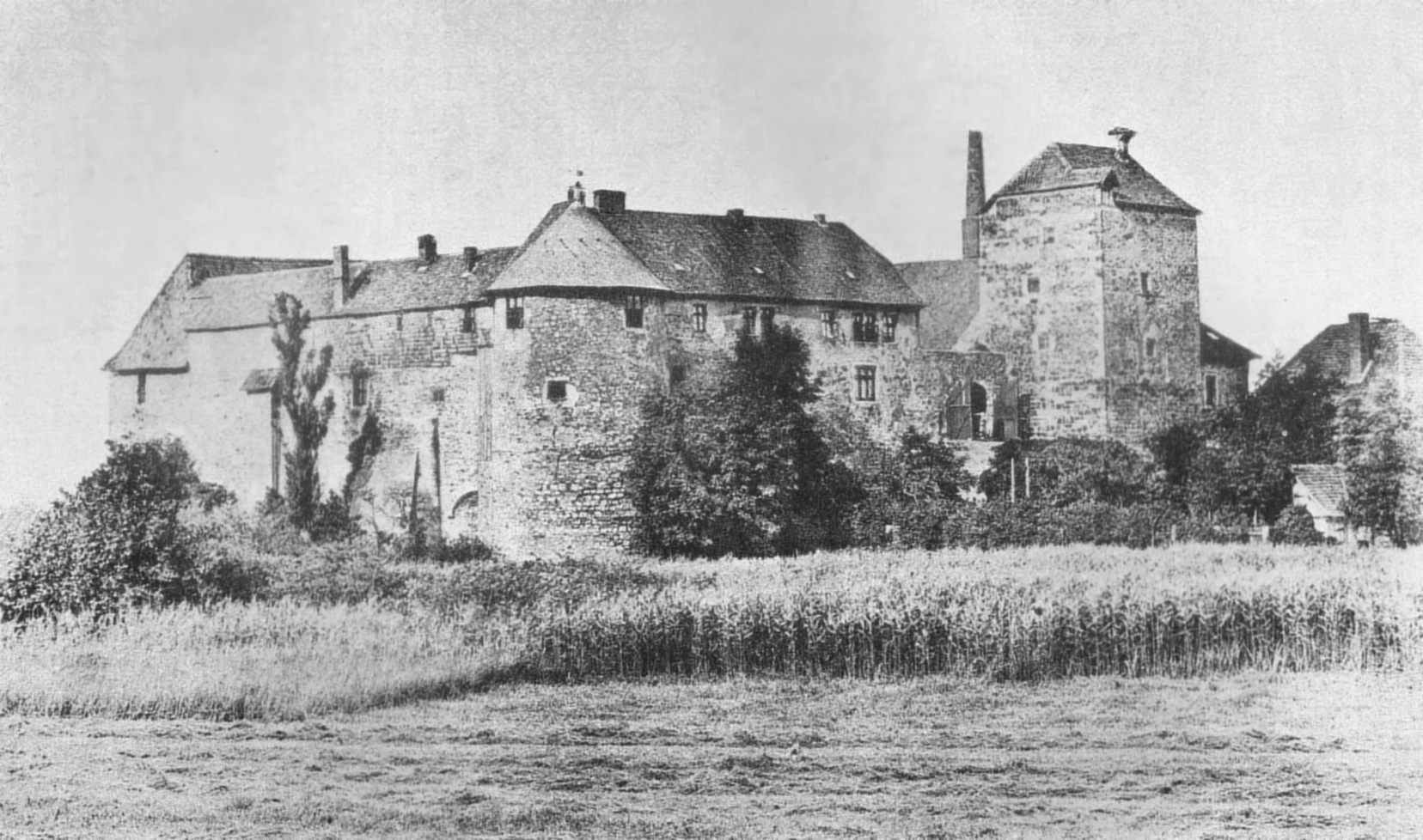
Die Burg um 1896 mit Schornstein

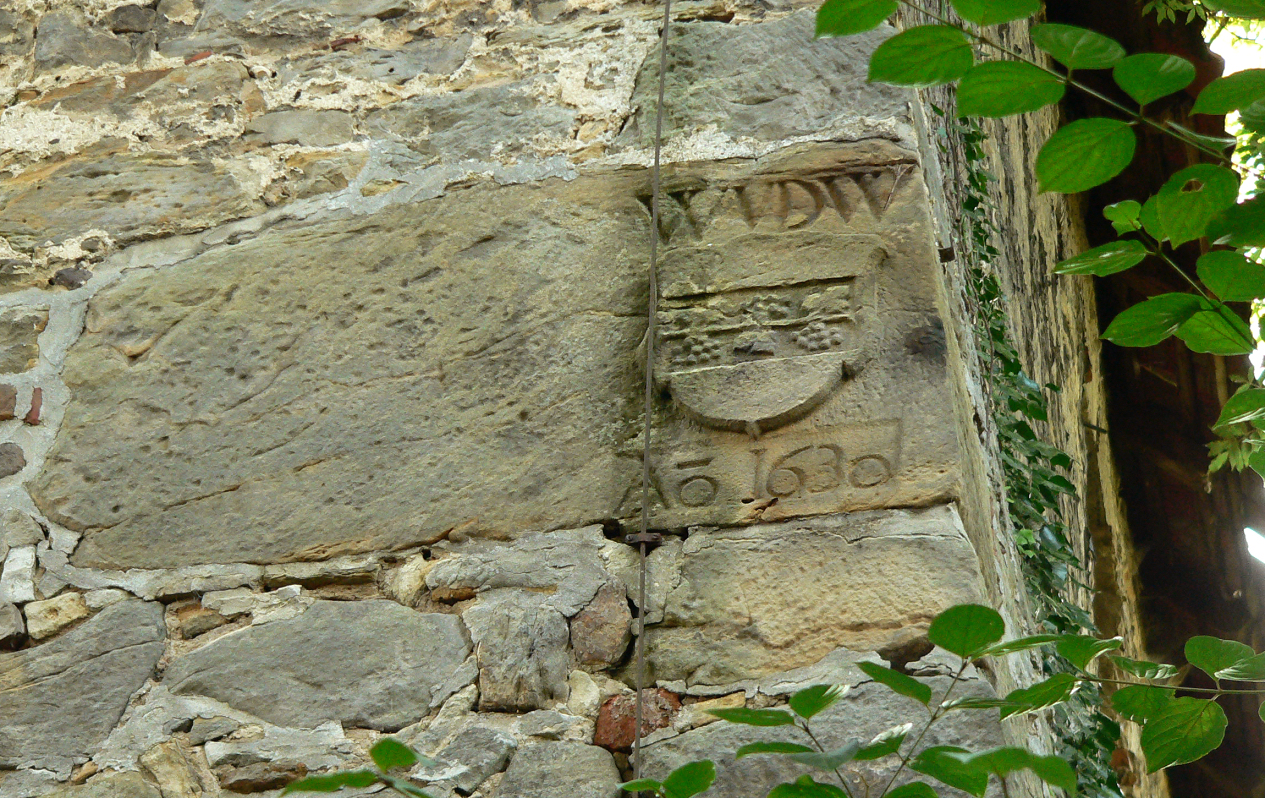
Steininschrift von 1630 an Gebäudeecke

Während des Lüneburger Erbfolgekrieges (1370–1388) erklärte der Braunschweiger Herzog Magnus der Jüngere denen von Bartensleben den Krieg und schickte eine starke Besatzung auf Burg Neuhaus. Am 24. Juni 1372 kam es zu einer offenen Feldschlacht bei Heßlingen zwischen Truppen der Braunschweiger und Einheiten der Wolfsburg (von Bartensleben), die unentschieden endete. 1374 beendete ein Sonderfrieden die kriegerischen Auseinandersetzungen in der Region. 1464 kam es zu erneutem Kriegshandlungen gegen die Burg, als Herzog Otto von Lüneburg einen Rachefeldzug gegen den Braunschweiger Herzog Heinrich I., den Friedfertigen, unternahm. Burg Neuhaus ebenso wie die Wolfsburg widerstanden den Angriffen; die Vorsfelder Burg Altes Haus wurde dabei restlos zerstört.
Seit 1423 war Burg Neuhaus Sitz der Rothehofer Linie des Geschlechts derer von Bartensleben. Sie führten den Namen von Bartensleben zum Newenhauß. Überlieferungen zufolge saß 1473 Huner von Bartensleben auf der Burg, als sich seine Vettern Jakob und Busso beim Landesherrn um die Burg bewarben, falls ihrem Verwandten etwas zustoßen sollte.
1552 zogen Einheiten des Grafen Vollrad von Mansfeld vom Schmalkaldischen Bund vor Burg Neuhaus auf. Er war mit rund 5.400 Landsknechten und 2.100 Reitern plündernd in das Herzogtum Braunschweig eingefallen und hatte bereits mehrere Städte im Harzvorland verwüstet. Die Truppen beschossen die Burg mit schweren Geschützen, unter anderem mit den großkalibrigen Fürmösers (Mörser). Dabei entstanden erhebliche Gebäudeschäden – die Burgkapelle wurde danach nicht wieder aufgebaut –, die Eroberung der Burg jedoch scheiterte. Einen ähnlichen Kanonenbeschuss nahm von Mansfeld im selben Jahr bei der Burg Lichtenberg in Salzgitter vor, die dadurch zur Ruine wurde. Für Burg Neuhaus endete nach dem Angriff ihre Zeit als Rittersitz. Sie wurde zum Amtshaus des Herzogtums Braunschweig umgebaut. In den Wirtschaftsgebäuden der Burg entstand eine landwirtschaftliche Domäne. In ihr befanden sich von 1585 bis 1890 eine Brauerei sowie eine Brennerei. 1934 endete die Funktion der Burg als Amtssitz und Domäne.
In der Zeit des Nationalsozialismus ließ der Leiter des Rasse- und Siedlungshauptamtes Walther Darré in der Burg eine Reichssportschule (Reichsschule für Leibesübungen des Reichsnährstandes) einrichten. Zwischen 1936 und 1939 nahmen rund 950 Mädchen und Jungen aus Bauernfamilien an mehrwöchigen Kursen mit Sportübungen und Volkstänzen teil. Die Schüler galten als „Elite“ der „nordischen Rasse“ und wurden ideologisch geschult.
Nach dem Zweiten Weltkrieg richtete das Land Braunschweig zunächst 1946 in der Burg eine Jugendherberge ein. Eine für den Winter 1946/47 geplante Eröffnung eines Kinderheimes scheiterte aufgrund von Kohlemangel. Erst am 10. April 1947 konnte in der Burg eine Heimschule eröffnet werden. In die Burg werden nun Kinder aufgenommen, die durch Kriegsereignisse oder Flucht und Vertreibung ihre Eltern verloren hatten. Die Kinder aus der Burg gingen zunächst in Reislingen zur Schule, bis 1956/57 in Neuhaus eine neue Volksschule erbaut wurde, in der die Kinder aus der Burg und dem Dorf Neuhaus gemeinsam unterrichtet wurden. 1955 kaufte der Landkreis Helmstedt die Burg, die er seit 1948 gepachtet hatte, von der Landwirtschaftskammer Hannover. Nun konnte die Schule modernisiert und erweitert werden, was nach Plänen des Architekten Kurt Piepenschneider erfolgte. Am 31. Juli 1980 wurde das Heim wieder geschlossen.
1981 erwarb die Stadt Wolfsburg die Anlage mit 65 Zimmern auf 3200 m² vom Landkreis Helmstedt und brachte für einige Jahre Aussiedler in ihr unter, um sie dann Bürgern und Vereinen des Stadtteils Neuhaus zu öffnen. 2015 kam es für 1,1 Millionen Euro zu Modernisierungen beim Brandschutz und zur Schaffung neuer Nutzungsflächen für Vereine.
Seit 1992 befindet sich in großen Teilen der ehemaligen Burgdomäne ein Hotel und Tagungszentrum.

## Gegenwart
Die Burg wird heutzutage auf vielfältige Weise genutzt, wie:
- Freundeskreis Burg Neuhaus e. V.
- Burgmuseum (Außenstelle des Stadtmuseums Schloss Wolfsburg)
- Archiv der Burg und der Domäne Neuhaus
- Sprechstelle der Stadtverwaltung Wolfsburg
- Rittersaal und Turmzimmer für Veranstaltungen und Familienfeiern
- DRK-Kindertagesstätte Burg Neuhaus
- Turnhalle
- Spiel- und Sportverein Neuhaus
- Künstler- und Kunsthandwerkerateliers (Ton- und Metallplastiken, Keramik, Textilgestaltung, Malerei)
- jährlich wiederkehrenden Veranstaltungen wie:
  - Herbstmarkt der Kunsthandwerker
  - kultureller Herbstevent des Freundeskreises Burg Neuhaus
  - Kuchenfestival
  - Weinfest des Freundeskreises Burg Neuhaus